# ترمونزی
ترمونزی (به فرانسوی: Trémonzey) یک کمون در فرانسه است که در Canton of Bains-les-Bains واقع شده‌است.

## خصوصیات
ترمونزی ۹٫۰۷ کیلومترمربع مساحت و ۲۴۲ نفر جمعیت دارد و ۳۷۲ متر بالاتر از سطح دریا واقع شده‌است.